# Acciaroli
Acciaroli è la maggiore tra le frazioni del comune di Pollica, in provincia di Salerno, ed unica sede portuale.

## Geografia fisica
Si trova sulla costa tirrenica, lungo la SS 267 del Cilento.

## Storia
La notizia più datata sul borgo risale al 1165, in un atto anticretico, dove viene identificata con il nome di Aczarulo. Se ne trova nuovamente nota in un altro atto notarile del 1187, e successivamente verrà identificata con i nomi di Azzaroli, Acciarulo e soltanto nel 1795 con il toponimo odierno di Acciaroli in "Discorso V sulla Lucania" del Barone Antonini. Fin da tempi antichissimi porticciolo rifugio di navi, Acciaroli era in tempi remoti un agglomerato di case nato attorno alla Chiesa della SS. Annunziata, che poi andò espandendosi verso le colline, divenne dogana del Regno di Napoli e successivamente paese di pescatori fino agli anni 1950, dove conobbe l'avvento del turismo fino a diventare una rinomata e ricercata meta turistica in tempi moderni. Gli edifici più importanti sono la chiesa della Santissima Annunziata e la torre normanna. La chiesa, dedicata alla patrona cittadina, nel suo stato attuale è frutto di diversi processi di restauro, ma la torre campanaria risale al 1926, quando la chiesa divenne un’effettiva parrocchia. La struttura rientra nella cinta che andava a proteggere il litorale cilentano e fa parte del sistema di difesa voluto da Federico II di Svevia. Presenta anche un piccolo ex convento costruito in epoca successiva, nel 1500 circa. Al suo interno sono conservati reperti di epoca romana; la data di fondazione potrebbe risalire già al 1187, essendo indicata in diversi atti notarili e racconti una chiesa per il culto di Maria denominata Madonna dell'Acciarolo o dell'Aczarulo. Come da tradizione, ogni anno, nella seconda domenica di agosto, si celebra la festa della SS. Annunziata con una processione via mare, dove la statua della Madonna viene scortata dai pescherecci locali, che poi continua per le vie del paese. La torre fa parte anch'essa del sistema difensivo fatto erigere dall'Imperatore Federico II di Svevia tra le coste di Agropoli e Sapri. Quest'ultima faceva parte dei 58 torrioni costruiti come torri di avvistamento. Edificata nel 1233, negli anni successivi è stata utilizzata dagli Spagnoli, per poi cadere in stato di abbandono fino agli anni '60. Successivamente è stata acquistata da una famiglia locale e trasformata in una residenza privata in seguito a ristrutturazione. A sud del paese, precisamente a Punta Caleo, è possibile osservare l'omonima Torre Caleo, di proprietà privata ed attualmente in stato di abbandono; mentre sono osservabili a poca distanza in Località Baia dei Pini nel comune di San Mauro Cilento e a Baia Arena nel comune di Montecorice altri esempi di torrioni ristrutturati in abitazioni. Si dice che il paese sia stato anche soggiorno dello scrittore Ernest Hemingway che, dopo aver avuto l'occasione di visitarlo arruolato nella V Armata del Generale Clark, avrebbe deciso di tornarci svariate volte tra il 1950 ed il 1953. In tempi recenti il Comune è stato scosso dall'assassinio del sindaco Angelo Vassallo avvenuto il 5 settembre del 2010, caso rimasto irrisolto.

## Turismo
Il paese ottiene, da numerosi anni, per la qualità delle sue acque le "5 vele" di Legambiente e la Bandiera blu delle spiagge, insieme all'altra frazione pollichese: Pioppi, capitale mondiale della Dieta mediterranea. Ciò le ha dato una certa notorietà incrementando il flusso turistico estivo. La frazione è anche particolarmente nota per l'elevato tasso di centenari tra la sua popolazione. La località si trova nel territorio del Parco Nazionale del Cilento e Vallo di Diano.

## Infrastrutture e trasporti
Acciaroli dista circa 17 km dalla stazione di Ascea, servita da treni regionali e InterCity, circa 19 km da quella di Vallo della Lucania-Castelnuovo e circa 33 km da quella di Agropoli-Castellabate, queste ultime due servite anche da treni ad alta velocità. È raggiungibile tramite vari collegamenti bus giornalieri verso le principali stazioni, la costa del Cilento e le città di Vallo della Lucania, Battipaglia e Salerno. Durante il periodo estivo, per favorire il turismo, vengono incrementate le corse, predisponendone alcune apposite per le località di Pioppi, Marina di Casal Velino e Marina di Ascea (dov'è presente l'omonima stazione ferroviaria), e alcune dirette per il capoluogo di regione Napoli. È possibile raggiungere dal porto turistico del paese le località di Sapri, Capri, Palinuro e anche le città di Napoli e Salerno, con collegamenti settimanali tramite aliscafo. Lontana da strade a scorrimento veloce, lo svincolo autostradale più vicino si trova a Battipaglia, dove è possibile immettersi nell'Autostrada A2 "Salerno-Reggio Calabria". Acciaroli dista inoltre circa di un'ora di auto dal sito archeologico di Paestum e meno di mezz'ora da quello di Elea-Velia.